# معركة نهر نام
معركة نهر نام وهي إحدى معارك الحرب الكورية، بين قوات جيش جمهورية كوريا التابع لكوريا الجنوبية مدعوما من الامم المتحدة ممثلة بالولايات المتحدة والجيش الشعبي الكوري التابع لكوريا الشمالية, حدثت بين 31 أغسطس إلى 19 سبتمبر 1950 ، بالقرب من نهر نام و نهر ناكدونج و انتهت بانتصار الجيش الكوري الجنوبي و الامم المتحدة ، وكانت جزء من معركة محيط بوسان .